# Mihai Cioc
Mihai Cioc, född den 14 juni 1961 i Turnu Măgurele, Rumänien, är en rumänsk judoutövare.
Han tog OS-brons i herrarnas öppna klass i samband med de olympiska judotävlingarna 1984 i Los Angeles.